# Aenictus leliepvrei
Aenictus leliepvrei é uma espécie de formiga do gênero Aenictus.